# أغنام تيمحضيت
سلالة أغنام تمحضيت وتعرف محليا ب "البرڭي" هي سلالة أغنام أصيلة غير مهجنة يعود أصلاها إلى الأطلس المتوسط بالمغرب حيث تنتشر بشكل واسع، وتحمل إسم جماعة تيمحضيت بإقليم إفران بالأطلس المتوسط. 

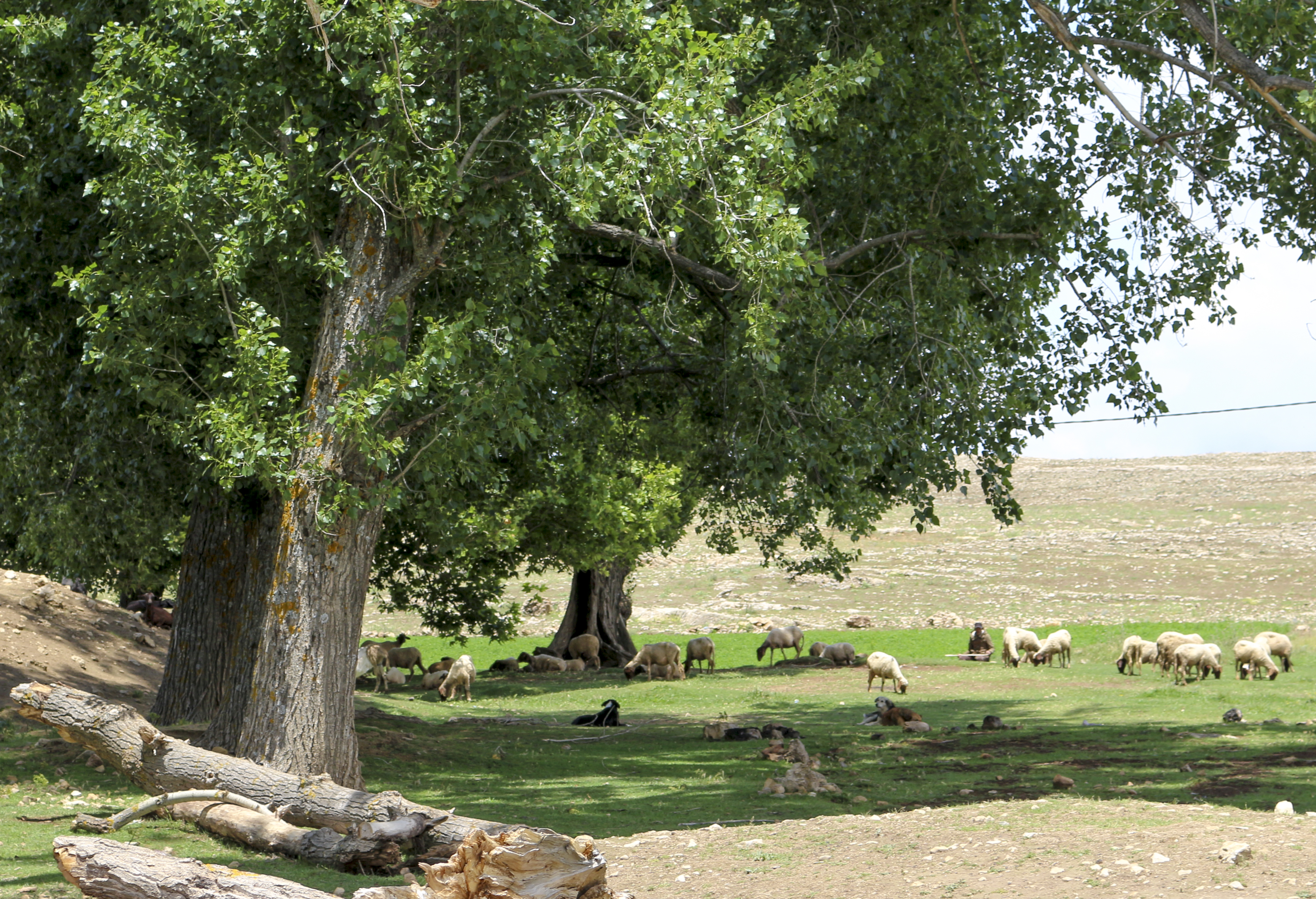
قطيع إناث أغنام تيمحضيت قرب بحيرة زروقة بالأطلس المتوسط.

## الوصف
تتميز هذه السلالة برأسها البني وأرجلها البيضاء وصوفها الأبيض الكثيف، وبذيل رفيع، ورأس متوسط الحجم ذو لون بني موحد، وتتميز ذكورها بالقرون. يبلغ متوسط وزن النعاج البالغة حوالي 45 كيلوجراما، بينما يتراوح وزن الأكباش بين 100 و120 كيلوغرام.

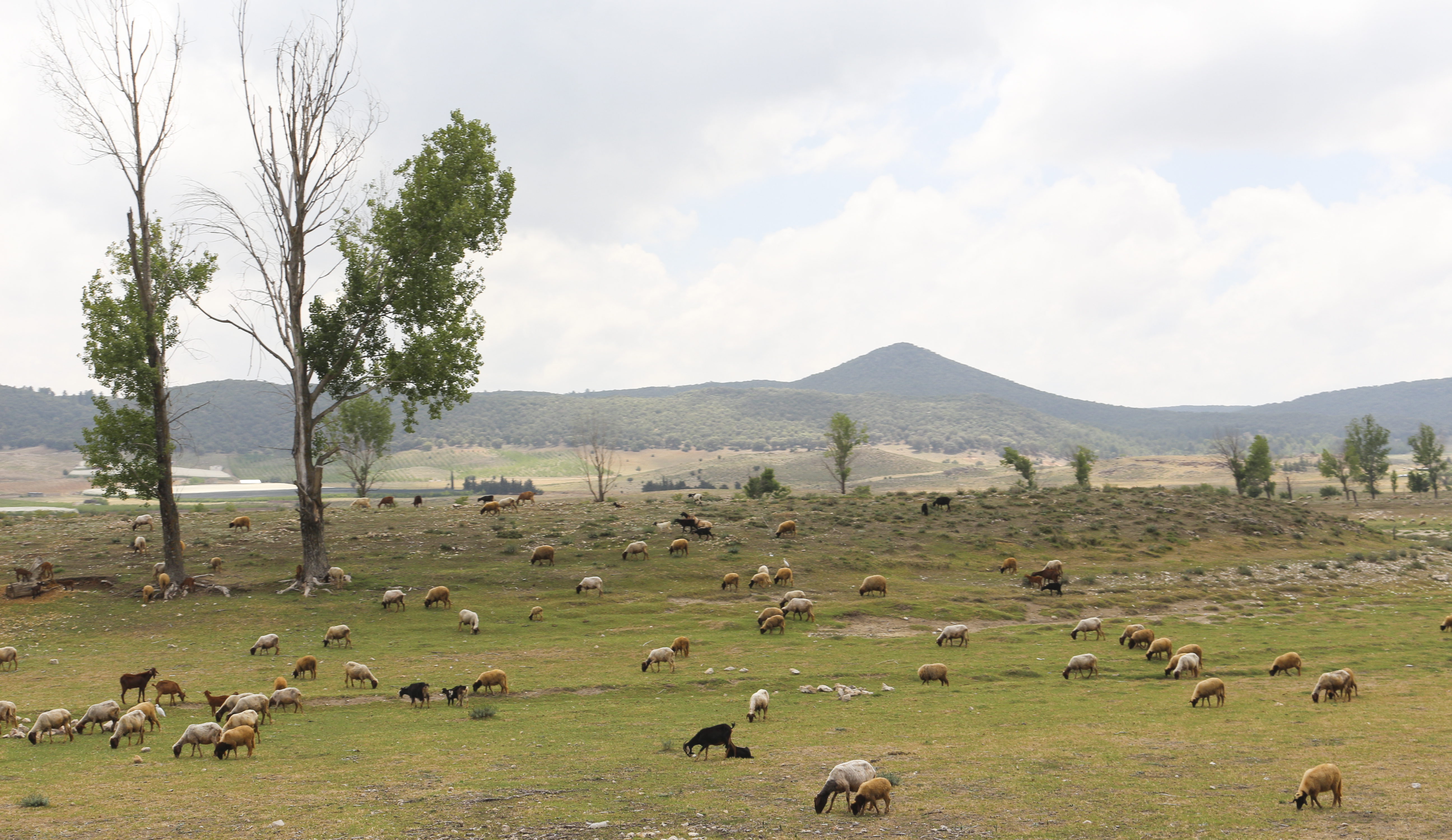
قطيع إناث سلالة تيمحضيت قرب بحيرة ضاية عوا بالأطلس المتوسط

## الإنتاج
تشكل سلالة أغنام تيمحضيت ثاني أكقر قطيع حيواني في المغرب، وتشتهر بتحملها للظروف المناخية الصعبة والإرتفاعات العالية وبجودة لحومها التي تحتوي على نسبة منخفضة من الكوليسترول نظرا للمراعي والأعلاف الطبيعية، وبسهولة تسمينها وإنتاجيتها العالية، كما أنها تقاوم الجفاف وتستخدم في التهجين. يتراوح متوسط أثمنة الذكور البالغة لهذه السلالة بين 1000 و1500 دولار.   يقدر عدد هذه السلالة في المغرب بحوالي مليون و900 ألف رأس.

## الانتشار
يتوزع قطيع سلالة تمحضيت بين قرى الأطلس المتوسط والأطلس الكبير الشرقي، من تازة شمالا إلى خنيفرة جنوبا، ومن ميدلت شرقا إلى بولمان وأزرو غربا.

## التربية
أغلب مربوا سلالة تمحضيت يعتمدون على الكلأ التقليدي الذي توفره المجالات الرعوية بجبال الأطلس المتوسط، مثل الأعشاب وأشجار البلوط الأخضر والأرز الأطلسي.

## الأصناف

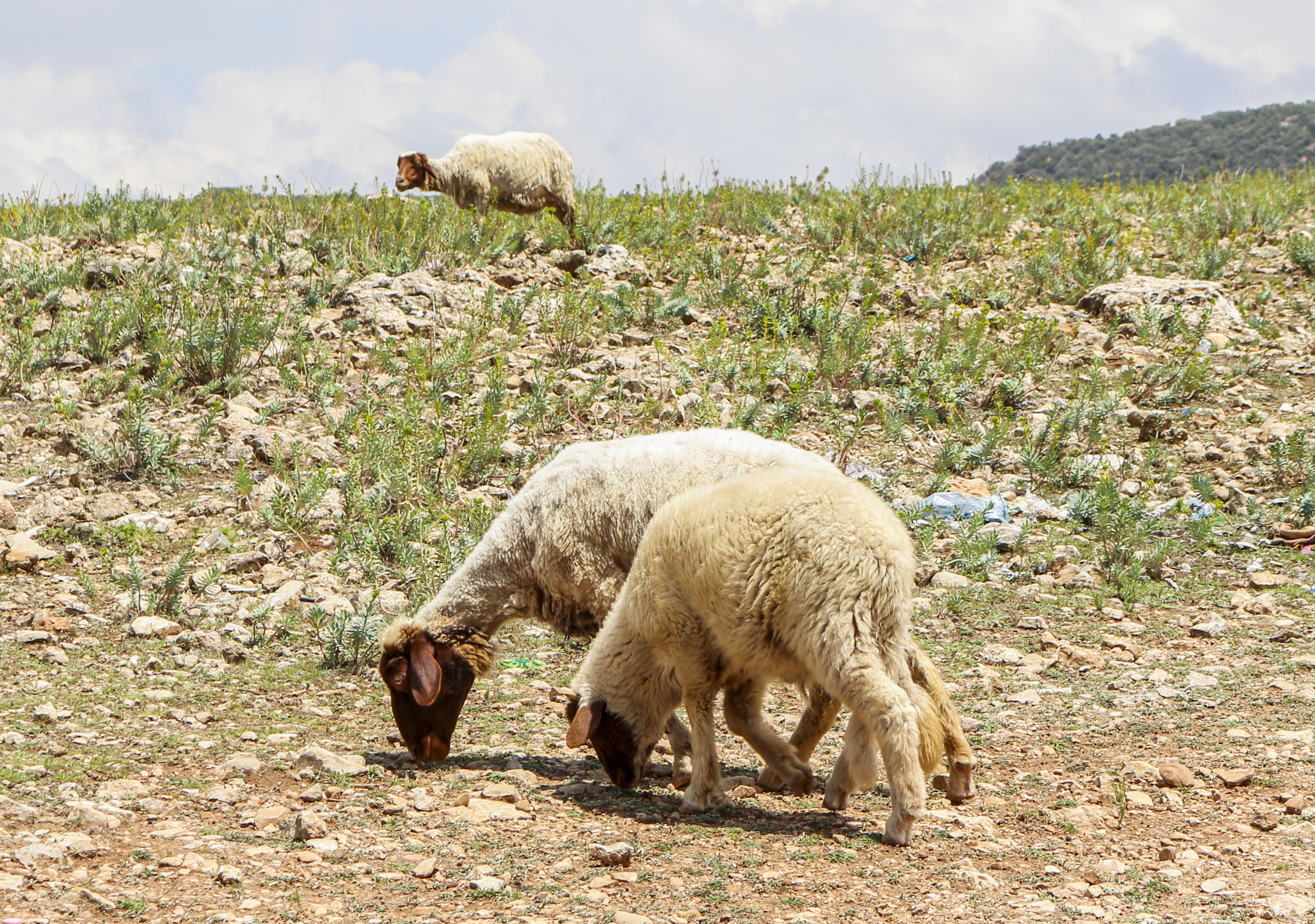
سلالة أغنام تيمحضيت من بحيرة الأميرة بالأطلس المتوسط.

صنف زيان: كبير الحجم، نعم الصوف
حمام أزرو: خفيف الوزن خشن الصوف

## مهرجان سلالة أغنام تمحضيت
ينظم بإقليم إفران سنويا مهرجان سلالة أغنام تمحضيت من طرف جمعية أيت امحمد للبيئة و التضامن، الذي يهدف إلى تثمين وتطوير قطيع هذه السلالة وتحسين إنتاجه على مستوى الأطلس المتوسط. 

## قائمة المراجع
1. 1 2 3 4 5 6  طنجة 24 (28 يونيو 2022). "✅ أغنام تمحضيت.. تعرف على السلالة الأكثر شعبية في المغرب ومميزاتها". طنجة24 صحيفة تتجدد على مدار الساعة. مؤرشف من الأصل في 2022-06-28. اطلع عليه بتاريخ 2025-04-11.{{استشهاد ويب}}:  صيانة الاستشهاد: أسماء عددية: قائمة المؤلفين (link)
2. ↑  مملكتنا (16 يونيو 2024). "تيمحضيت أو البركي، سلالة الأغنام الرئيسية المخصصة للنحر عند ساكنة الأطلس المتوسط". مملكتنا. مؤرشف من الأصل في 2025-04-22. اطلع عليه بتاريخ 2025-04-11.
3. 1 2  chouaib (12 يونيو 2024). "مربو الماشية بالأطلس المتوسط يحافظون على "تمحضيت"". Hespress - هسبريس جريدة إلكترونية مغربية. مؤرشف من الأصل في 2024-06-26. اطلع عليه بتاريخ 2025-04-11.
4. ↑  "سلالة أغنام تمحضيت تحظى بشعبية كبيرة بخنيفرة". 2M.ma. اطلع عليه بتاريخ 2025-04-11.
5. ↑  hakima (14 يونيو 2024). "أغنام تمحضيت.. تعرف على السلالة الأكثر شعبية في المغرب ومميزاتها (فيديو)". Le12.ma. مؤرشف من الأصل في 2024-07-18. اطلع عليه بتاريخ 2025-04-11.
6. ↑  عويفي، يسرا (18 يوليو 2021). "سلالة أغنام تمحضيت .. إرث فلاحي متجذر بالأطلس المتوسط | جريدة الصباح". assabah.ma. اطلع عليه بتاريخ 2025-04-11.
7. ↑  tarekov (10 سبتمبر 2016). "أغنام سلالة "تمحضيت" بالأطلس .. قوة طبيعية وقيمة غذائية". Hespress - هسبريس جريدة إلكترونية مغربية. اطلع عليه بتاريخ 2025-04-11.
8. ↑  "أغنام سلالة تمحضيت .. عيد الأضحى بطعم آخر". اطلع عليه بتاريخ الجمعة, 9 سبتمبر, 2016 - 11:14. {{استشهاد ويب}}: تحقق من التاريخ في: |تاريخ-الوصول= (مساعدة)
9. ↑  "سلالة أغنام تمحضيت .. إرث فلاحي متجذر بالأطلس المتوسط". MAP. اطلع عليه بتاريخ الأحد, 18 يوليو, 2021 - 14:07. {{استشهاد ويب}}: تحقق من التاريخ في: |تاريخ-الوصول= (مساعدة)
10. ↑  "سلالات الأغنام بالمغرب .. تنوع وخصائص مميزة". SNRTnews. مؤرشف من الأصل في 2022-08-19. اطلع عليه بتاريخ 2025-04-11.
11. ↑  "عامل إقليم إفران يعطي إنطلاق فعاليات مهرجان سلالة أغنام تمحضيت - هبة بريس". 7 سبتمبر 2024. مؤرشف من الأصل في 2024-12-13. اطلع عليه بتاريخ 2025-04-11.
12. ↑  "إنطلاق فعاليات مهرجان سلالة تمحضيت في دورته السادسة . - هبة بريس". 1 سبتمبر 2023. مؤرشف من الأصل في 2023-10-11. اطلع عليه بتاريخ 2025-04-11.